# La Crosse (Kansas)
La Crosse è un comune degli Stati Uniti d'America, situato nello Stato del Kansas, nella contea di Rush, della quale è il capoluogo.